# Anglicism
Anglicismul este un cuvânt sau expresie din engleza britanică, dar mai ales din engleza americană pătruns(ă) într-o altă limbă și neintegrat(ă) în aceasta. 
Anglicizarea este un fenomen lingvistic cu o extindere masivă și în limba română contemporană. Profesorul francez, Jean-Charles Sournia, scrie, referindu-se la anglicisme: „Cea mai mare parte a termenilor englezi care au penetrat în medicina franceză datorează includerea lor lenei sau snobismului importatorilor". Mondializarea limbii engleze (mai ales americane) s-a produs brusc. Forța de cercetare științifică, amploarea fondurilor destinate cercetărilor în SUA, lipsa de prejudecăți (nu contează ierarhia administrativă, ci rezultatele), capacitățile internaționale ale editorilor americani (care nu s-au sfiit să neglijeze, dacă era cazul, chiar Anglia) sunt cauzele clare ale acestei fenomen. Terminologia științifică română este adesea în suferință din cauza acestor neologisme rău concepute. Astfel, în domeniul comerțului, economiei, administrației, dar mai ales al informaticii, numărul termenilor împrumutați din limba engleză este din ce în ce mai mare. Renumitul lingvist român, Mioara Avram,  scria că „anglicismul este un tip de străinism sau xenism, care nu se restrânge la împrumuturile neadaptate și/sau inutile și este definit ca: unitate lingvistică (nu numai cuvânt, ci și formant, expresie frazeologică, sens sau construcție gramaticală) și chiar tip de pronunțare sau/și de scriere (inclusiv de punctuație) de origine engleză, indiferent de varietatea teritorială a englezei, deci inclusiv din engleza americană, nu doar din cea britanică”.
Terminologia românească din medicină, biologie etc. s-a format în secolul al XIX-lea, în cea mai mare măsură, din cea franceză. Chiar în prezent, deși a pierdut mult din circulația internațională, franceza reprezintă o sursă sigură de neologisme, deoarece acestea se adaptează cu ușurință la mediul lingvistic românesc. Găsirea termenului român echivalent celui englez este mult mai dificilă decât în cazul francezei, iar în cazul anglicismelor cu circulație internațională este imposibilă sau chiar inutilă. Fenomenul de abandonare a direcției firești de evoluție a terminologiei românești și de lansare a unor neologisme direct din limba engleză a devenit în prezent o realitate supărătoare. Limba engleză are o dublă origine, saxonă și romanică (de sursă franceză), termenii englezi de origine romanică putând fi ușor integrați în limba română. Cei de origine saxonă sunt adesea imposibil de integrat, din cauza proprietății unor termeni englezi de a exprima concentrat ceea ce în alte limbi, inclusiv în română, ar corespunde unei propoziții întregi. Soluția ideală nu poate fi decât crearea unor neologisme integrate în terminologia științifică internațională, deziderat posibil îndeosebi prin „torturarea" în continuare a tezaurului greco-latin. Un alt cercetător francez, Henri Laborit (1914-1995), susținea că: „Limbajul științific aparține celui care descoperă. Nu este numai just, dar și indispensabil ca paternitatea vocabularului să revină celui care își asumă paternitatea descoperirii". 
În general, utilizarea exagerată a anglicismelor nu se recomandă, deoarece ea poate conduce în timp la „degradarea” limbii. Astfel, în cazul existenței unui termen român corespunzător se poate renunța complet la anglicism. Atunci însă când nu există (încă) nici o corespondență/traducere încetățenită a unui cuvânt englez în limba română se mai poate încerca inventarea unui nou cuvânt românesc; accepția largă a noului cuvânt este însă un proces complex și de lungă durată.

## Exemple de anglicisme în română

### Terminologia economico-financiară
Este supusă asaltului anglicismelor în contextul relațiilor cu instituții internaționale. Termeni ca „rating”, „clasare”, „card”, „duty free”, „teleshoping”, „broker”, „dealer”, „leasing” au fost deja asimilați în virtutea avantajelor pe care le prezintă, fiind frecvent utilizați în presă. Presa de largă circulație vehiculează însă în plus și un mare număr de termeni economici de strictă specialitate care, în absența oricăror explicații, creează de cele mai multe ori un jargon inaccesibil nespecialiștilor: „credit de tip revolving”, „operațiuni de factoring”, „piața futures”, „investiții greenfield”, „servicii de buy back”, „magazine de tip do it yourself”, „depozite de tip cash and carry”.

### Mijloacele de transport
„Un show car creat de designeri pentru a trezi interesul în legătură cu viitorul break al mărcii”, „drive test”, „rent a car”, „show room”, „snowmobil” (vehicol special pentru zone înzăpezite), „un VW Passat full options”, „GPS” (sistem de navigație/ghidare pe drum și în timpul cel mai scurt), „un SUV” (Sports and Utility Vehicle), „abilități off-road” (pentru deplasare pe teren accidentat).

### Terminologia internațională a turismului
„Pachete de servicii all inclusive”, „oferte low budget”, „acțiuni de promovare de tip road show și de tip work show”, „beach-baruri”, „companii aeriene low cost”.

### Terminologia informaticii
Aflată în plină expansiune, menționăm: „eGovernment”, „e-book”, „ePayment”, „e-insurance”, „e-culture”, „e-mail”, „chat”, „sistem hotline pentru reparații non-stop”, „call center pentru posesori de carduri”, „software educațional”, „servicii IT”, „PC”, „screen saver”, „hacker”, „spam”, „hard disc”, „browser”, „click”, „notebook”, „wireless Internet”, „laptop”, „desktop”, „smart card”, „nickname”, „provideri de internet”, „operatorii hub-urilor”, „amatori de file sharing” (schimb de programe și fișiere, eventual ilegal).

### Domeniul artistic
Pot fi menționate ca exemple de anglicisme: „cover” (preluare a unui cântec într-o nouă interpretare), „evergreen” (șlagăr nemuritor), „blockbuster” (film de succes), „road mover”, „sitcom”, „soap opera”, „docudrama” (genuri de filme), „stand up comedy” (spectacol improvizat sub formă de dialog între doi actori și public), „reality show” (genuri de spectacole).

### Termeni care desemnează sporturi
Recent introduse la noi sunt: „skateboard”, „snowboard”, „windsurfing”, „jet ski”, „snooker” (un fel de biliard), „curling”. 

### Numele de profesii
Cu circulație internațională amintim: „account planner”, „PR account manager”, „senior advertising sales”, „babysitter”, „merchandiser”, „tour operator”, „tour manager”, „make up artist”, „developer”, „promoter”, „publisher”.

### Terminologia modei
Reținem: „fashion”, „T-shirt”, „top”, „body”, „business/office”, „design”, „piercing”, „tatoo”, „body painting” (pictură direct pe corp), „fan club” (grup organizat ai cărui membri admiră aceeași persoană), „grill” (grătar), „roll-on” (recipient de uz cosmetic/medical cu bilă), „stripper” (persoană care câștigă bani făcând striptease), „high-life” (elită), „party” (petrecere).

### Sfera gastronomiei
Semnalăm: „fast food”, „ice tea”, „chips”, „hamburger”, „cheese burger”, „snacks”, „hotdog”, „milkshake”, „juice”, „home delivery food” (mâncare livrată la domiciliu).

### Termeni din domeniul învățământului și cercetării
„Curriculum” (programă școlară pentru o anumită disciplină), „curriculum vitae”, „grant” (sumă de bani nerambursabilă acordată unui cercetător individual sau unei echipe de cercetare, într-o perioadă de timp determinată, în sprijinul unei activități de cercetare științifică), „master” (studii aprofundate).